# Patrick Russel
Patrick Russel (Chamonix, Francia; 22 de diciembre de 1946) es un esquiador retirado que ganó 2 Medallas en el Campeonato del Mundo (2 de plata), 3 Copas del Mundo en diferentes disciplinas y 13 victorias en la Copa del Mundo de Esquí Alpino (con un total de 26 podiums).

## Resultados

### Campeonatos Mundiales
- 1970 en Val Gardena, Italia
  - Eslalon: 2.º
  - Combinada: 2.º
  - Eslalon Gigante: 8.º

### Copa del Mundo

#### Clasificación general Copa del Mundo
- 1967-1968: 9.º
- 1968-1969: 8.º
- 1969-1970: 2.º
- 1970-1971: 3.º
- 1971-1972: 40.º

#### Clasificación por disciplinas (Top-10)
- 1967-1968:
  - Eslalon: 3.º
- 1968-1969:
  - Eslalon: 1.º
- 1969-1970:
  - Eslalon: 1.º
  - Eslalon Gigante: 2.º
- 1970-1971:
  - Eslalon Gigante: 1.º
  - Eslalon: 4.º

#### Victorias en la Copa del Mundo (13)

##### Eslalon Gigante (4)
| Fecha                   | Lugar           |
| ----------------------- | --------------- |
| 20 de diciembre de 1969 | Lienz           |
| 8 de marzo de 1970      | Heavenly Valley |
| 17 de diciembre de 1970 | Val-d'Isère     |
| 18 de enero de 1971     | Adelboden       |

##### Eslalon (9)
| Fecha                 | Lugar         |
| --------------------- | ------------- |
| 25 de febrero de 1968 | Oslo          |
| 1 de marzo de 1968    | Kranjska Gora |
| 19 de enero de 1969   | Kitzbühel     |
| 9 de febrero de 1969  | Åre           |
| 11 de enero de 1970   | Wengen        |
| 18 de enero de 1970   | Kitzbühel     |
| 25 de enero de 1970   | Megeve        |
| 15 de marzo de 1970   | Voss          |
| 14 de febrero de 1971 | Mt. St. Anne  |